# Ernesto di Sassonia-Hildburghausen
Ernesto di Sassonia-Hildburghausen (Gotha, 12 giugno 1655 – Hildburghausen, 17 ottobre 1715) fu duca di Sassonia-Hildburghausen.

## Biografia
Era il nono dei figli di Ernesto I di Sassonia-Coburgo-Altenburg e di Elisabetta Sofia di Sassonia-Altenburg.
Quando suo padre morì nel 1675, Ernesto e i suoi sei fratelli assunsero il governo dello Stato; cinque anni più tardi, nel 1680, e sotto un concordato di divisione delle terre di famiglia, ricevette le città di Hildburghausen, Eisfeld, Heldburg, Königsberg. Ernesto divenne il fondatore e primo duca del Ducato di Sassonia-Hildburghausen. Alla morte dei fratelli Enrico e Alberto, deceduti senza eredi maschi, egli assunse anche il controllo delle città di Sonnefeld e Behringen.
Ernesto pose la propria residenza ufficiale a Hildburghausen ed incominciò la costruzione del proprio castello. Nel 1710 approvò nella propria città l'edificazione di un nuovo quartiere per gli ugonotti francesi, costretti ad emigrare dalla Francia a causa della revoca dell'Editto di Nantes.
Come Comandante di Cavalleria nel 1683 combatté nella Battaglia di Vienna e nel 1685 nella conquista di Gran e Neuhaeusel; dopo queste azioni entrò al servizio dell'esercito olandese come colonnello per la conquista di Kaiserwerth.
Con la costruzione della sua nuova residenza, Ernesto si indebitò notevolmente soprattutto con i suoi fratelli, che non potevano non aumentare ovviamente le tasse locali.

## Matrimonio
Sposò, il 30 novembre 1680 a Arolsen, Sofia Enrichetta di Waldeck (1662 – 1702), figlia di Giorgio Federico di Waldeck. Ebbero cinque figli:
- Carlo (1680–1687);
- Ernesto Federico (1681-1724);
- Sofia (1682-1684);
- Sofia Carlotta (1685-1710);
- Giuseppe Federico (1702-1787).

## Ascendenza
|                                        |                                         |                                        | Genitori                             |  |  | Nonni |  |  | Bisnonni                              |  |  | Trisnonni                       |  |
|                                        |                                         |                                        |                                      |  |  |       |  |  | Giovanni Guglielmo di Sassonia-Weimar |  |  | Giovanni Federico I di Sassonia |  |
|                                        |                                         |                                        |                                      |  |  |       |  |  | Giovanni Guglielmo di Sassonia-Weimar |  |  | Giovanni Federico I di Sassonia |  |
|                                        |                                         | Sibilla di Jülich-Kleve-Berg           |                                      |  |  |       |  |  | Giovanni Guglielmo di Sassonia-Weimar |  |  |                                 |  |
| Giovanni di Sassonia-Weimar            |                                         |                                        |                                      |  |  |       |  |  | Giovanni Guglielmo di Sassonia-Weimar |  |  |                                 |  |
|                                        |                                         | Dorotea Susanna di Wittelsbach-Simmern | Federico III del Palatinato          |  |  |       |  |  |                                       |  |  |                                 |  |
|                                        |                                         | Dorotea Susanna di Wittelsbach-Simmern | Federico III del Palatinato          |  |  |       |  |  |                                       |  |  |                                 |  |
|                                        |                                         | Dorotea Susanna di Wittelsbach-Simmern | Maria di Brandeburgo-Bayreuth        |  |  |       |  |  |                                       |  |  |                                 |  |
| Ernesto I di Sassonia-Gotha-Altenburg  |                                         | Dorotea Susanna di Wittelsbach-Simmern |                                      |  |  |       |  |  |                                       |  |  |                                 |  |
|                                        |                                         | Gioacchino Ernesto di Anhalt           | Giovanni V di Anhalt-Zerbst          |  |  |       |  |  |                                       |  |  |                                 |  |
|                                        |                                         | Gioacchino Ernesto di Anhalt           | Giovanni V di Anhalt-Zerbst          |  |  |       |  |  |                                       |  |  |                                 |  |
|                                        |                                         | Gioacchino Ernesto di Anhalt           | Margherita di Brandeburgo            |  |  |       |  |  |                                       |  |  |                                 |  |
| Dorotea Maria di Anhalt                |                                         | Gioacchino Ernesto di Anhalt           |                                      |  |  |       |  |  |                                       |  |  |                                 |  |
|                                        |                                         | Eleonora di Württemberg                | Cristoforo di Württemberg            |  |  |       |  |  |                                       |  |  |                                 |  |
|                                        |                                         | Eleonora di Württemberg                | Cristoforo di Württemberg            |  |  |       |  |  |                                       |  |  |                                 |  |
|                                        |                                         | Eleonora di Württemberg                | Anna Maria di Brandeburgo-Ansbach    |  |  |       |  |  |                                       |  |  |                                 |  |
| Ernesto di Sassonia-Hildburghausen     |                                         | Eleonora di Württemberg                |                                      |  |  |       |  |  |                                       |  |  |                                 |  |
|                                        | Federico Guglielmo I di Sassonia-Weimar | Giovanni Guglielmo di Sassonia-Weimar  |                                      |  |  |       |  |  |                                       |  |  |                                 |  |
|                                        | Federico Guglielmo I di Sassonia-Weimar | Giovanni Guglielmo di Sassonia-Weimar  |                                      |  |  |       |  |  |                                       |  |  |                                 |  |
|                                        | Federico Guglielmo I di Sassonia-Weimar | Dorotea Susanna di Wittelsbach-Simmern |                                      |  |  |       |  |  |                                       |  |  |                                 |  |
| Giovanni Filippo di Sassonia-Altenburg | Federico Guglielmo I di Sassonia-Weimar |                                        |                                      |  |  |       |  |  |                                       |  |  |                                 |  |
|                                        |                                         | Anna Maria del Palatinato-Neuburg      | Filippo Luigi del Palatinato-Neuburg |  |  |       |  |  |                                       |  |  |                                 |  |
|                                        |                                         | Anna Maria del Palatinato-Neuburg      | Filippo Luigi del Palatinato-Neuburg |  |  |       |  |  |                                       |  |  |                                 |  |
|                                        |                                         | Anna Maria del Palatinato-Neuburg      | Anna di Jülich-Kleve-Berg            |  |  |       |  |  |                                       |  |  |                                 |  |
| Elisabetta Sofia di Sassonia-Altenburg |                                         | Anna Maria del Palatinato-Neuburg      |                                      |  |  |       |  |  |                                       |  |  |                                 |  |
|                                        |                                         | Enrico Giulio di Brunswick-Lüneburg    | Giulio di Brunswick-Lüneburg         |  |  |       |  |  |                                       |  |  |                                 |  |
|                                        |                                         | Enrico Giulio di Brunswick-Lüneburg    | Giulio di Brunswick-Lüneburg         |  |  |       |  |  |                                       |  |  |                                 |  |
|                                        |                                         | Enrico Giulio di Brunswick-Lüneburg    | Edvige di Brandeburgo                |  |  |       |  |  |                                       |  |  |                                 |  |
| Elisabetta di Brunswick-Wolfenbüttel   |                                         | Enrico Giulio di Brunswick-Lüneburg    |                                      |  |  |       |  |  |                                       |  |  |                                 |  |
|                                        |                                         | Elisabetta di Danimarca                | Federico II di Danimarca             |  |  |       |  |  |                                       |  |  |                                 |  |
|                                        |                                         | Elisabetta di Danimarca                | Federico II di Danimarca             |  |  |       |  |  |                                       |  |  |                                 |  |
|                                        |                                         | Elisabetta di Danimarca                | Sofia di Meclemburgo-Güstrow         |  |  |       |  |  |                                       |  |  |                                 |  |
|                                        |                                         | Elisabetta di Danimarca                |                                      |  |  |       |  |  |                                       |  |  |                                 |  |